# Ельбурго
Ельбурго, Бургелу (ісп. Elburgo, баск. Burgelu) — муніципалітет в Іспанії, у складі автономної спільноти Країна Басків, у провінції Алава. Населення — 541 осіб (2009).
Муніципалітет розташований на відстані близько 290 км на північ від Мадрида, 11 км на схід від Віторії.
На території муніципалітету розташовані такі населені пункти: Аньюа, Арбуло/Арбулу, Аргоманіс, Ельбурго/Бургелу (адміністративний центр), Гасета, Іхона/Ішона.

## Демографія
Динаміка населення (INE ):

## Галерея зображень

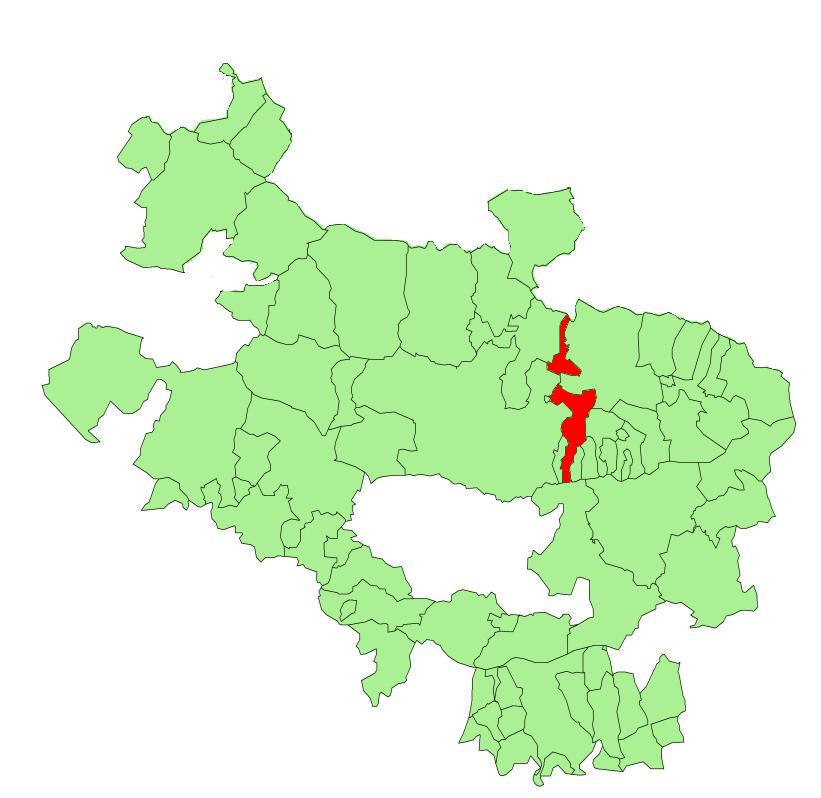
Розташування муніципалітету
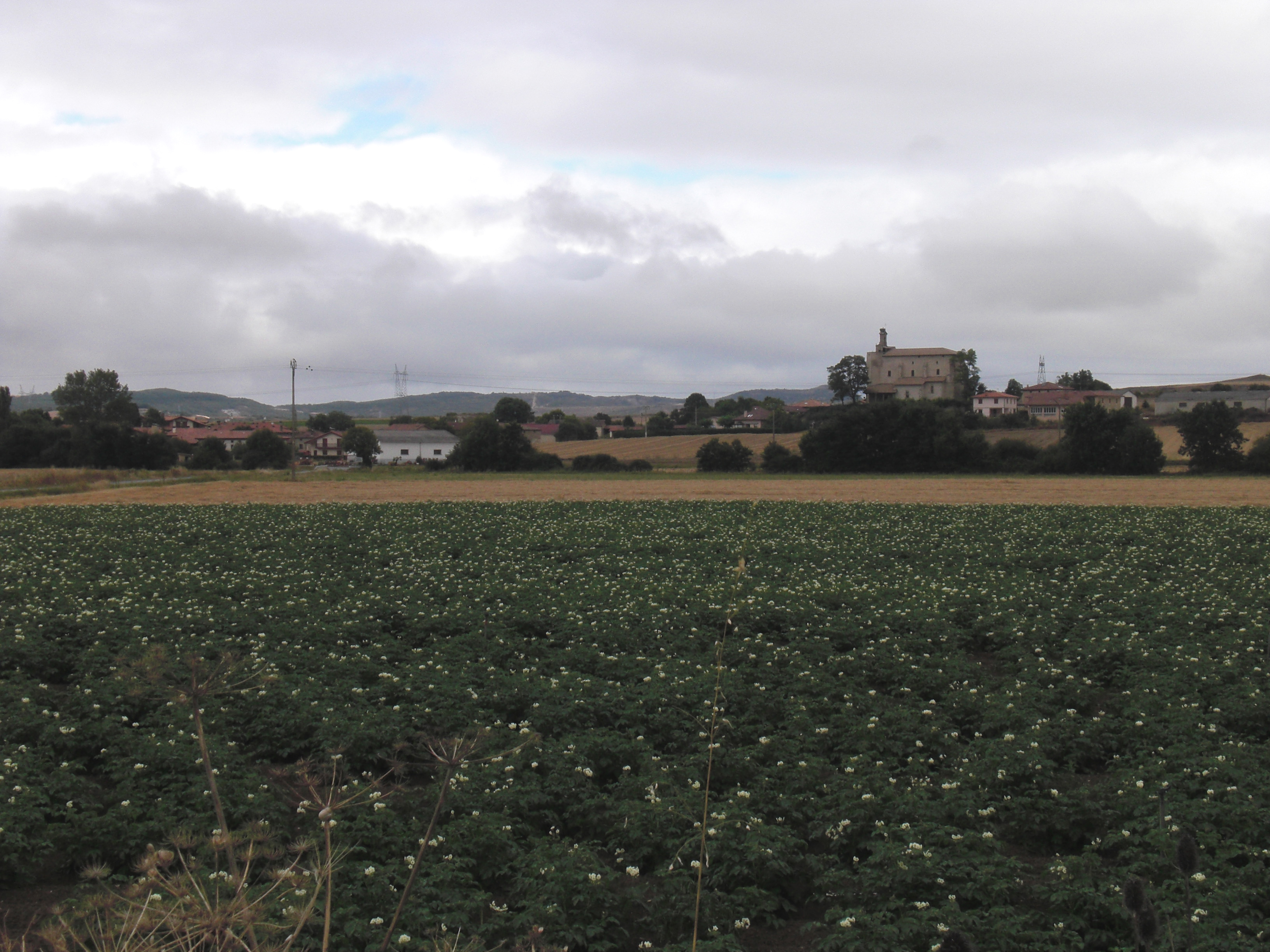
Арбуло